# Pavel Grachev
Pavel Sergeyevich Grachov (em cirílico: Павел Сергеевич Грачёв) (Rvy, 1 de janeiro de 1948 — Krasnogorsk, 23 de setembro de 2012) foi um militar e político russo. General de Exército, foi nomeado em 1988 Herói da União Soviética.

## Biografia
Grachov se graduou pelo Instituto de Tropas Aerotransportadas de Ryazan, pelas Academia Militar Frunze e do Estado-Maior. Fez carreira durante o apogeu das atrocidades cometidas pelas tropas soviéticas na invasão soviética do Afeganistão, onde foi o comandante da 103ª Divisão de Tropas Aerotransportadas soviéticas nos últimos anos do conflito.
Em janeiro de 1991, o general foi nomeado comandante das Tropas Aerotransportadas, cargo que abandonou em agosto para assumir o posto de vice-ministro da Defesa da União Soviética. Em meados dos anos 1990, Grachov, que era amigo íntimo do presidente russo Boris Yeltsin, ocupou o cargo de Ministro de Defesa da Federação Russa entre maio de 1992 e junho de 1996. Sua atuação no norte do Cáucaso lhe rendeu o apelido de "o açougueiro de Grozni".
Grachov participou ativamente do golpe de Estado contra Mikhail Gorbatchov em agosto de 1991 e da crise constitucional em favor de Yeltsin de 1993. Também teve papel decisivo no início da Guerra da Chechênia, prometendo que acabaria con a aspiração de independência dessa república somente com a ajuda dos regimentos aerotransportados, uma frase famosa que quase lhe custou o cargo no ministério de Yeltsin. Sua atuação

### Corrupção
O general foi acusado de estar envolvido em casos de corrupção militar relativos à retirada das tropas soviéticas da República Democrática Alemã, o qual não se provou em juízo. Estes casos foram trazido a luz pelo jornalista investigativo Dimitri Kholodov - assassinado em atentado em 1994.